# 北摂

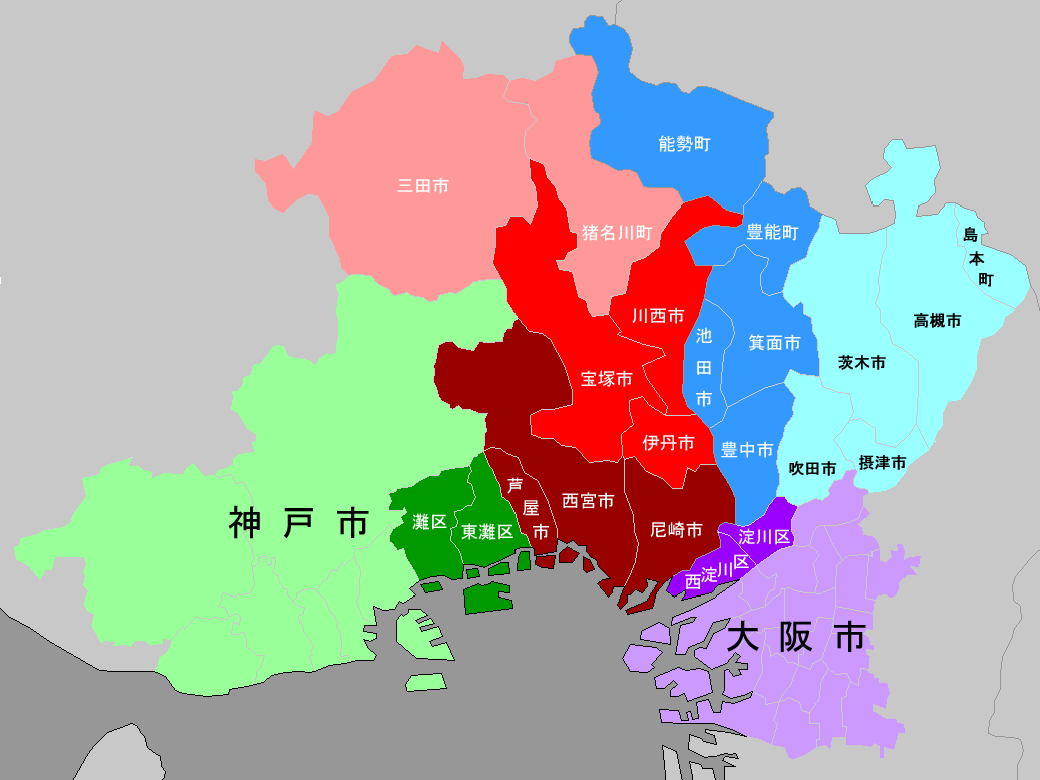
兵庫県の阪神間と大阪府北部の地図。水色の三島地域と青の豊能地域が大阪府の「北摂」、赤と桃色と濃い赤色の西宮市北部が兵庫県の「北摂」に当たる阪神北県民局管内（ただし西宮市北部は阪神北県民局管内ではない。濃い赤は阪神南県民センター管内で、摂津国を二分または三分した場合の「西摂」に含まれる）。

北摂（ほくせつ）は、令制国の摂津国北部に由来する地域名称。基本的には、大阪府北部と兵庫県南東部内陸の阪神北地域などを指す。

## 概要
摂津国の中心であった大坂からの方位に基づいて、島上・島下・豊島・能勢の4郡が北摂、川辺・有馬・武庫・菟原・八部の5郡が西摂（せいせつ）と呼ばれた。この場合の北摂が現在の大阪府北部にあたり、兵庫県南東部は西摂にあたる。
一方、単に「摂津国の北部」に当たる地域を指す場合もあり、この場合の「北摂」は川辺郡北部や有馬郡、武庫郡の一部を含むことになる。特に顕著なのが三田市で、「北摂」を冠称のように使用している。なお、兵庫県では阪神北県民局管内の4市1町（地図上の赤と桃色の地域。桃色は稀に「阪神間」から除外される場合がある）を兵庫県域における「北摂」と定義しており、大阪湾に面する阪神南県民センター管内（地図上の濃い赤の地域）は含まれない。
古代より京から山陽道に抜ける西国街道が通り、貴族や寺社の荘園が広がる地域であった。近世にはいくつかの数万石クラスの小規模藩ができ、廃藩置県後に大阪府と兵庫県に分かれて属することになった。なぜ摂津国が現在の大阪府と兵庫県に分属することとなったのかは詳細には分かっていない。大久保利通と前島密のやり取りの中で府県境が引かれたという見方があるものの、大久保と前島の書簡の中には明示されていない。類推としては、府県単位で財政を考えた際、大阪府には財源となる江戸時代から続く商家、銀行、市場などの商業集積があるため最少限の地域しか属させず、逆に神戸港の整備の必要から兵庫県地域を広く取り、酒造業などからの税収を使わせたかったからである、とする当時の廃藩置県の考え方が傍証的に考えられるのみである。
1900年代から1930年代にかけては、阪神間モダニズムによって地域西部の阪急宝塚本線沿線（池田市・箕面市・豊中市）や兵庫県の北摂地域（宝塚市・川西市・伊丹市など）で、富裕層へ向けた郊外住宅地が多く開発された。1980年代から1990年代にかけては、三田市でも開発された。これらの地域は、現代も高級住宅街やブランド住宅地として全国屈指のエリアとなっている。
現在では、北摂山系の南側に伊丹空港、東海道・山陽新幹線、名神高速道路、中国自動車道、阪神高速道路といった交通インフラが集中し、人だけではなく物流についても地区内の往来が激しい地域となっている。北大阪急行沿線を中心に転勤族が多く住むことでも知られている。

## 大阪府北摂地域
大阪府内の北摂地域は、三島郡と豊能郡の旧郡域に基づき、以下の2つの地域から構成される。

### 三島地域
三島地域（みしまちいき）は、大阪府北東部（淀川右岸）の現在または過去の三島郡（旧島上郡・島下郡）域に当たる地域である。
2020年10月1日時点での大阪府域に占める三島地域の割合は、面積：13.1%、人口：12.9%。
現在、大阪府は下記の4市1町を三島地域（地図上の水色の地域）とし、大阪府三島府民センターを設置している。
- 吹田市（中核市）
- 高槻市（中核市)
- 茨木市（施行時特例市） - 府民センター所在地
- 摂津市
- 島本町

### 豊能地域
豊能地域（とよのちいき）は、大阪府北西部の、現在または過去の豊能郡（豊島郡と能勢郡）域に当たる地域である。
2020年10月1日時点での大阪府域に占める豊能地域の割合は、面積：12.6％、人口：7.6％。
現在、大阪府は下記の3市2町を豊能地域（地図上の青の地域）とし、大阪府豊能府民センターを設置している。
- 豊中市（中核市）
- 池田市 - 府民センター所在地
- 箕面市
- 能勢町
- 豊能町
  - なお、豊能地域には、5市町ともJRの駅も線路も皆無で、鉄道皆無の能勢町を除く4市町は完全な私鉄沿線である。

千里中央駅が最大のターミナル駅である。
ただし、両地域と旧郡域は完全には一致しておらず、吹田市と豊中市の境界付近や箕面市東部・豊能町の一部はその例となっている。また、市町村の枠を超えた広域行政のほとんどは両地域合同のものとなっている。

## 兵庫県北摂地域
兵庫県が「北摂」と定義している阪神北地域は、旧郡域と一致しておらず、川辺郡の北部、有馬郡の北部、武庫郡の北東部といった曖昧なものとなっている。

### 阪神北地域
阪神北地域（はんしんきたちいき）は、兵庫県南東部にある「阪神間」と呼ばれる一帯の北側に当たる内陸地域である。
2020年10月1日時点での兵庫県域に占める阪神北地域の割合は、面積：5.7％、人口：13.0％。
現在、兵庫県は下記の4市1町を阪神北地域（地図上の赤と桃色の地域）とし、阪神北県民局を設置している。
- 宝塚市（施行時特例市） - 県民局所在地
- 三田市
- 伊丹市
- 川西市
- 猪名川町

広義の北摂地域は、旧有馬郡全体の神戸市北区北部（旧有馬町・有野村・道場村・八多村・大沢村・長尾村）、西宮市北部（山口・名塩・生瀬、旧山口村・塩瀬村）も含んでいる。
丹波県民局管内の丹波市（旧氷上郡）・丹波篠山市（旧多紀郡）と合わせて「北摂・丹波」とされたり、三田市のみが丹波市・丹波篠山市と合わせて「丹有」（たんゆう、丹波国西部と有馬郡北部、福知山線の通る地域）に区分される場合もある。

## 丹波国の越境事例
隣国である丹波国桑田郡（のちに分割されて南桑田郡）の旧郡域にも北摂と呼ばれる地域がある。
現在大阪府域である高槻市樫田地区と豊能町牧・寺田地区は丹波国に属する地域で、それぞれ1958年に京都府から越境編入された経緯がある。一方、現在も京都府域である亀岡市にも「北摂バードタウン」「北摂ローズタウン」、さらには「茨木台」という名称のニュータウンが存在する。
牧・寺田地区と北摂バードタウンは旧西別院村の一部、北摂ローズタウンと茨木台は旧東別院村の一部、その東隣が旧樫田村であった。これらの地区には摂丹国境と分水界が一致しないところがあり、余野川、安威川、芥川といった摂津国を南流する河川の支流を含む上流域であることが越境の要因と考えられる。